# Parcours Christianity Explored
 (avril 2009).
Christianity Explored (« Découvertes du Christianisme » dans sa version française) est un cours informel chrétien, de courant anglican.

## Histoire
Christianity Explored est créé en 2001 par Rico Tice et l'écrivain Barry Cooper à l'église All Souls Church de Langham Place, une église anglicane au Royaume-Uni, . En 2003, l'Église d'Angleterre (dans une publication de 2003  « Évangélisme - Quel chemin maintenant ? ») le considère, en même temps que le Parcours Emmaus et le Parcours Alpha, comme appartenant à la « trinité » des cours recouvrant l'ensemble des branches de l'église. D'autres églises ont utilisé le cours: en 2006-7 le bureau du ministère pour les enfants et les jeunes de l'église presbytérienne d'Irlande a utilisé la version pour les jeunes de Christianity Explored, l'utilisant tout particulièrement avec les Boys Brigades. Il a été utilisé aussi en Asie, sous l'impulsion de l'église méthodiste à Singapour.
De nombreuses églises anglo-saxonnes presbytériennes et baptistes réformées l'utilisent. C'est le cas dans quelques églises du même type en France,en Suisse et en Italie.

## Comparaison avec d'autres cours
Christianity Explored se distingue du Parcours Alpha par de courtes vidéos, mettant moins l'accent sur l'Esprit-Saint, par une étude approfondie des Écritures – dans ce cas l'Évangile de Marc.Le Ministère 9Marks déclare que Christianity Explored est une "réponse au parcours Alpha". Ce ministère explique que le cours réalise un "assez bon travail d'explication claire de l'évangile" mais trouve qu'il est très dense, et a l'opinion que "la prière du pécheur et l'assurance immédiate du salut est ... troublante." Il tient compte du fait que Christianity Explored est « le meilleur enseignement donné en ce qui concerne le péché, en lui consacrant un cours en entier », en même temps qu'il y a un bon enseignement en ce qui concerne la grâce et l'expiation. Ils sont en accord avec un ouvrage de 2001 du magazine du conseil évangélique britannique lequel recommande Christianity Explored, en opposition direct avec les cours Alpha, pour son enseignement sur la grâce, la substitution pénale et l'Esprit-Saint,.